# Контракт века (1994)

Момент подписания соглашения

«Контракт века» (азерб. Əsrin müqaviləsi), также Гюлистанский контракт — подписанный 20 сентября 1994 года во дворце «Гюлистан» в Баку между 13 крупными компаниями, специализирующимися на добыче нефти, представляющими 8 государств мира, крупномасштабный международный контракт о совместной разработке трёх нефтяных месторождений — «Азери — Чираг — Гюнешли» в азербайджанском секторе Каспийского моря, который ввиду его высокой значимости получил название «Контракт века».
«Контракт века», оценивающийся в 10 миллиардов долларов, вошёл в список самых крупных соглашений как по количеству углеводородных запасов, так и по общему объёму предполагаемых инвестиций. Соглашение о долевом распределении продукции глубоководных месторождений нашло своё отражение на 400 страницах и 4 языках.

## Предыстория
В начале 1990-х годов экономика Азербайджана находилась в глубоком кризисе и сильно пострадала из-за таких факторов как: смена руководства республики, последствия Первой карабахской войны, шок вследствие распада торговых связей бывшего СССР и блокада Россией в ответ на решение Азербайджана приступить к разработке своих морских месторождений нефти без окончательного разрешения вопроса юридического статуса Каспийского моря.
В 1991—1995 гг. уровень ВВП страны снизился на более чем 60 %, доходы казны опустились с 32,9 % от ВВП в 1990 году до менее 15 % в 1995 году. Дефицит бюджета возрос до 10 % от ВВП. Денежная эмиссия, к которой прибегло правительство для покрытия дефицита, привела к обесцениванию национальной валюты на 1300 % к 1994 году и росту цен на потребительские товары на 24000 % к 1995 году, уровень жизни населения резко снизился; минимальная зарплата равнялась 2 долларам при прожиточном минимуме на одного человека в 45 долларов, а валютные резервы были близки к нулю.
Возможность привлечения иностранных инвесторов для вывода на мировой рынок ископаемого топлива, нефти и природного газа появилась у Азербайджана лишь после заключения соглашения о прекращении огня в Нагорном Карабахе в 1994 году.

## Участники
В «Контракте века» были представлены 13 компаний (Amoco, BP, McDermott, Unocal, Лукойл, Statoil, TPAO, Pennzoil, Ramco, SOCAR, ExxonMobil, Itochu, Delta) из 8 государств мира (Азербайджан, Турция, США, Япония, Великобритания, Норвегия, Россия и Саудовская Аравия). Позже BP, как крупнейший иностранный акционер, взяла на себя полную ответственность за выполнение контракта, чтобы минимизировать расходы консорциума. Контракт века открыл путь к подписанию ещё 26 соглашений с участием 41 нефтяной компанией из 19 государств мира.
Со временем в составе участников консорциума и их долевое участие неоднократно менялось. Так, турецкая компания TPAO получила 5 % доли SOCAR; согласно соглашению, подписанному в Баку в ноябре 1994 г., еще 5 % передавалось Иранской национальной компании по экспорту газа. Однако вскоре после протестов и угроз выйти из контракта со стороны США, Ирану было отказано в участии в «Контракте века»; «взамен» ему была выделена доля в газовом месторождении Шах-Дениз.

## Правовая основа
После того как «Контракт века» был подписан, его участники создали рабочие структуры — руководящий комитет, Азербайджанскую международную операционную компанию (АМОК) и Консультационный совет. Они начали работу после обретения правовой компетенции, — подписи президента Азербайджана Гейдара Алиева 2 декабря 1994 года специального Указа. А 12 декабря 1994 года Милли Меджлис (парламент) Азербайджана ратифицировал «Контракт века», после чего контракт обрёл полную юридическую силу.
По условиям срок действия контракта составлял 30 лет, в конце 2016 года он был продлён до 2050 года.
В рамках «Контракта века» 80 % от общей чистой прибыли достаётся Азербайджану, 4 % — SOCAR, а оставшиеся 16 % — зарубежным инвесторам.

## Технико-экономическое значение

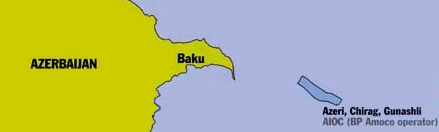
Месторождение Азери — Чираг — Гюнешли

С момента подписания и начала реализации «Контракта века» в экономике Азербайджана произошёл серьёзный шаг вперёд. Для начала, в 1995 году в рамках первичной добычи нефти, в соответствии с международными стандартами, была переоборудована платформа Чыраг-1 в целях бурения скважин с большей наклонностью, для чего верхний модуль был переоборудован и оснащён новейшим оборудованием. Новая буровая установка давала возможность бурения горизонтальных скважин. Максимально наклонно пробурённые скважины А-18 (протяжённость наклонной части — 5500 м) и А-19 (протяжённость наклонной части — 6300 м) начали выдавать большое количество нефти. В 1997 году началась добыча нефти с месторождения «Чираг».
«Контракт века» предусматривал разработку блока месторождений «Азери — Чираг — Гюнешли» на шельфе Каспия в 100 км от берега, которые были открыты еще до распада СССР, но из-за уровня технологий советской нефтедобывающей промышленности, фактически не были разработаны, несмотря на начатые разработки на мелководье.
По предварительным расчётам, предполагаемые запасы нефти вначале составляли 511 млн тонн, однако оценочное бурение показало наличие 730 млн тонн нефти, в связи с этим объём инвестиций, необходимых для разработки месторождений, увеличился до 11,5 млрд долларов.
Благодаря реализации «Контракта века», ежегодный объём добычи нефти в Азербайджане увеличился с 9,56 млн тонн в 1994 году до пикового значения — 50,4 млн тонн в 2010 году.
В декабре 1999 года нефть из первых двух танкеров, заполненных азербайджанской нефтью, была выставлена на продажу на мировых рынках. Все вырученные от этой продажи средства поступили на счета «Нефтяного фонда», созданного по инициативе Гейдара Алиева. Был также восстановлен и модернизирован азербайджанский участок нефтепровода северного направления Баку — Новороссийск протяжённостью 231 км и диаметром трубопровода 720 мм. 25 октября 1997 года азербайджанская нефть поступила в порт Новороссийск.

## Политическая роль

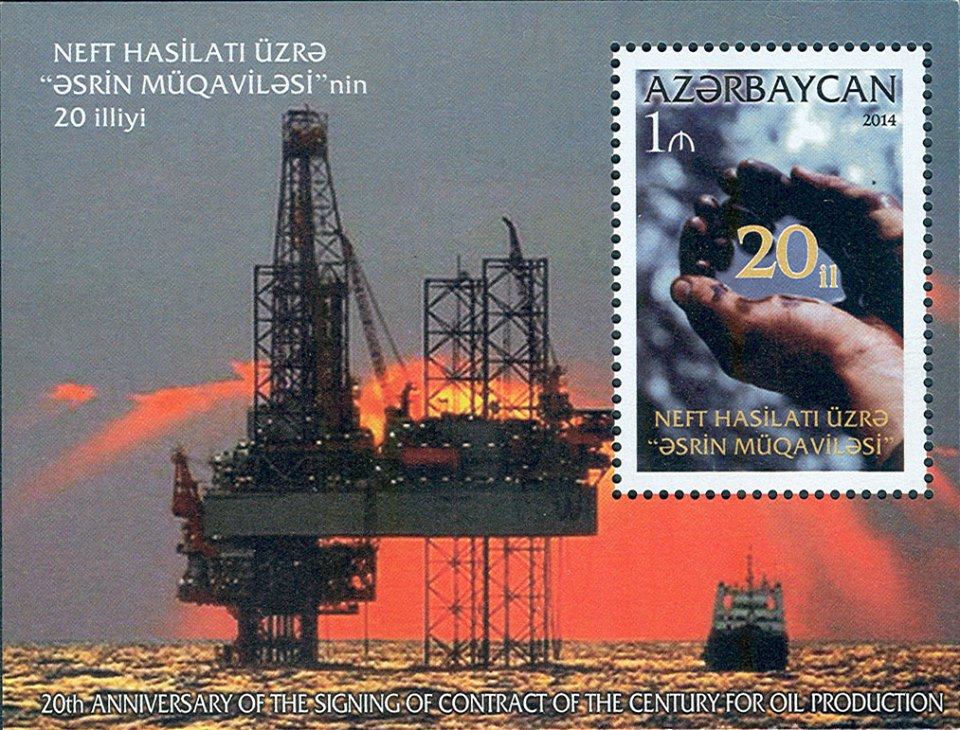
Почтовый блок Азербайджана, посвящённый 20-летию подписания «Контракта века».

В условиях внутриполитического и экономического кризиса и последствий Первой карабахской войны «Контракт века» способствовал обеспечению политической стабильности и экономической независимости. Началось осуществление национальной нефтяной стратегии, был обеспечен приток зарубежных инвестиций для крупномасштабной эксплуатации нефтегазовых ресурсов республики. Азербайджану удалось ускорить интеграционные процессы для включения в мировую экономику, укрепить свои позиции на международной арене и обеспечить развитие взаимовыгодного сотрудничества со странами, участвующими в нефтяных контрактах, заявив о себе в качестве надёжного производителя и поставщика нефти и газа.

Несмотря на участие в контракте российской компании «Лукойл», его заключение получило негативные оценки и вызвало крайнее недовольство со стороны Российской Федерации, которая направила ноту протеста Азербайджану и заявила, что его подписание является незаконным с точки зрения международного права, так как Россия по-прежнему выступала за совместное использование Каспийского моря. Директор департамента информации и печати МИД России Григорий Карасин заявил, что «односторонние действия, особенно в отношении ресурсов Каспийского моря, противоречат международному праву и могут нанести ущерб экологической системе моря». В заявлении посольства РФ говорилось следующее: 
В последнее время Азербайджан, Казахстан и Туркмения предпринимают настойчивые попытки заключить контракты с западными корпорациями в целях освоения дна Каспийского моря. 20 сентября подобный контракт был подписан в Баку между Азербайджаном и западными компаниями. Кроме того, Азербайджаном и Туркменией приняты законодательные акты, направленные на присвоение обширных каспийских пространств. Указанные действия несовместимы с действующим правовым режимом и ущемляют права и интересы России.
 В октябре 1994 г. азербайджанским судам было запрещено использовать ресурсы внутренних вод России, а также было отказано в праве собственности на нефтедобывающее оборудование в Каспийском море.
Ведущую роль в переговорах и заключении данного контракта наряду с британской «BP», увеличившей свой вес в общественной жизни Азербайджана, также сыграли американские компании «Amoco», «Pennzoil», «Exxon» и «Unocal», которые по выражению исследователя Арифа Юнусова стали практически «азербайджанским лобби в США». По мнению Самира Гасанова «Контракт века» стал геополитическим триумфом Вашингтона и возглавляемой США западной коалиции над Россией.

## «Контракт века» и археологические исследования в Азербайджане
По всему периметру строительства нефтепровода Баку — Тбилиси — Джейхан и Южно-Кавказского газопровода учёными Азербайджана и других стран в 2001—2005 годах были проведены археологические работы. В частности раскопки проведены на 41 участке, ширина которых составляет 44 метра. В течение этого времени были обнаружены и изучены сотни исторических сооружений (в том числе погребальных памятников, древних поселений), охватывающих периоды от конца энеолита (I пол. IV тыс. до н. э) до Средневековья включительно. Эти памятники в основном сосредоточены в западных регионах Азербайджана, в среднем течении реки Куры. Этот регион ещё с древнейших времён привлекал внимание земледельческо-скотоводческих племён своими выгодными географическими условиями.
Были также выявлены и раскопаны курганы, относящиеся к ранне-бронзовой Кура-араксской культуре. Данные курганы относятся к 3-й четверти III тыс. до н. э. В частности на левом берегу Шамкирчая были изучены три таких кургана. Местами диаметр этих курганов превышал 20 метров. Во время раскопок были выявлены предметы украшения и быта (золотые бусы и бронзовое зеркало), глиняные кувшины и сосуды, различного рода оружия. Раскопки трёх Шамкирчайских курганов дали полезную информацию о погребальных обрядах эпохи ранней бронзы на территории современного Азербайджана.

## День Нефтяников Азербайджана
16 августа 2001 года президент Азербайджана Гейдар Алиев подписал указ, согласно которому, день подписания «Контракта века» — 20 сентября, празднуется как День нефтяников Азербайджана.